# Cultura di Ubaid

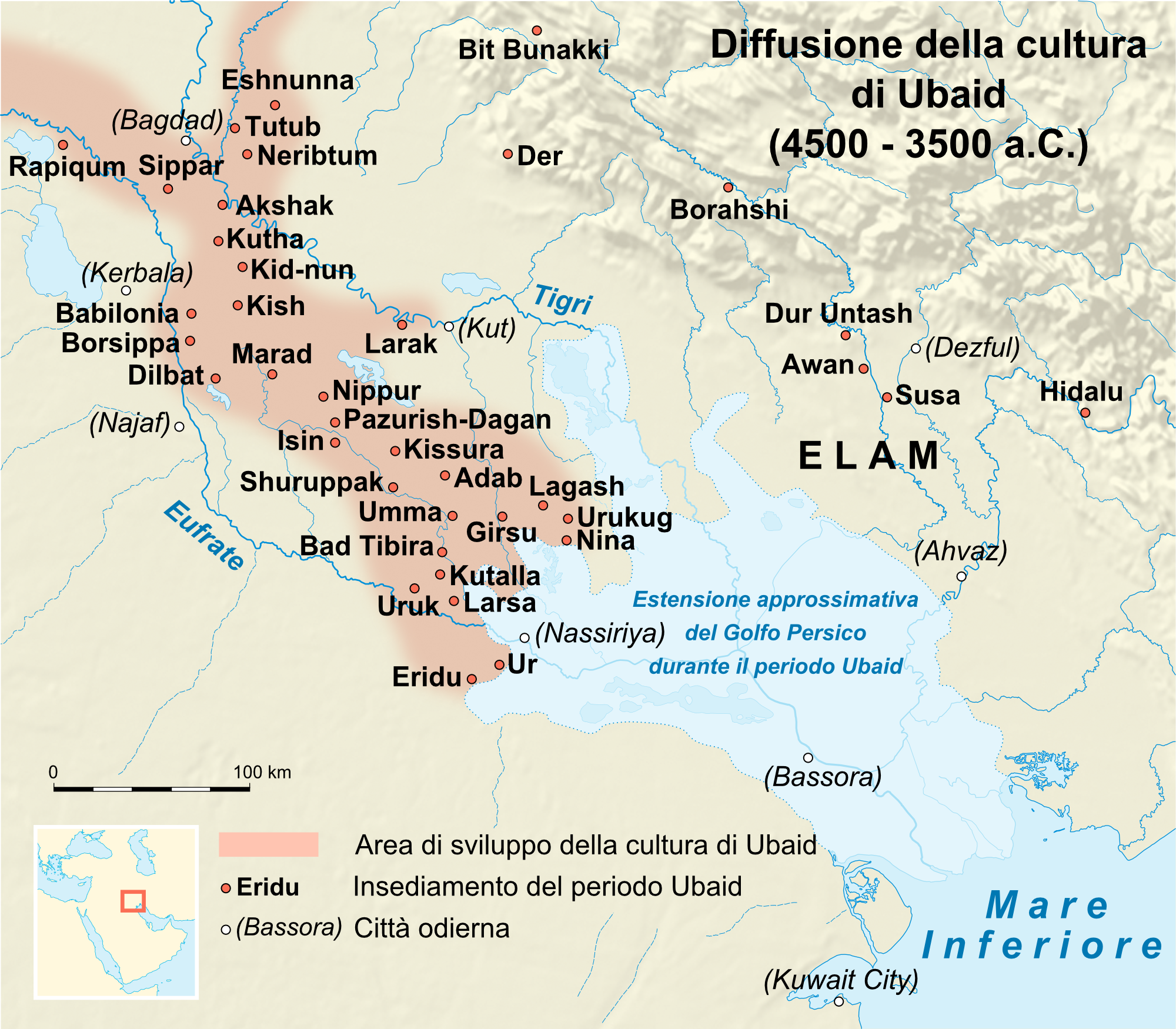
Estensione approssimativa della cultura di Ubaid, nei periodi "classico" e "tardo".

Al Ubaid (in arabo العبيد‎?, al-ʿUbayd) è una cultura protostorica del Vicino Oriente antico con cui viene fatto tradizionalmente iniziare il calcolitico relativo all'area mesopotamica.
La cultura prende il nome dall'omonimo sito guida (Tell al-ʿUbaid, posto a circa 6 km a ovest di Ur), dove per la prima volta fu individuata (da Henry Hall e Leonard Woolley negli anni venti del Novecento). Nasce e si sviluppa in Mesopotamia, per poi diffondersi lungo l'Eufrate, fino a toccare il sud dell'Anatolia.
L'importanza di questa cultura consiste innanzitutto nella grande diffusione che ebbe in Mesopotamia: essa produsse moduli artigianali diversi nella parte settentrionale, caratterizzata da un diverso rapporto tra uomo e natura. Al periodo di Ubaid risalgono poi le prime opere di canalizzazione delle acque dell'alluvio, ancora in proporzioni solo locali. Importanti (e di dimensioni inedite) sono le realizzazioni templari e il deciso passaggio verso una religiosità collettiva (cioè non più gestita a livello familiare, come accadeva a Çatalhöyük). Si sviluppa il commercio e la produzione ceramica in serie.
La cultura di Ubaid è un passaggio fondamentale verso le cosiddette "grandi organizzazioni" che egemonizzarono la Bassa Mesopotamia. Il dibattito su di essa è strettamente legato alla questione dell'origine dei Sumeri: per alcuni, in particolare gli archeologi, che pongono l'accento sulla continuità culturale tra Ubaid e il successivo periodo di Uruk, tale popolazione, la cui effettiva origine resta oscura, sarebbe giunta in Mesopotamia proprio in coincidenza degli inizi della cultura di Ubaid (fase 1 o 3); per altri, in particolare i filologi, influenzati dalla considerazione della ceramica, che da dipinta (Ubaid) diviene non dipinta (Uruk), oltre che dalla constatazione di una "tardiva" comparsa della scrittura, tendono a far coincidere l'arrivo dei Sumeri con gli inizi del periodo di Uruk.

## Limiti cronologici e geografici
La produzione ceramica del tipo Ubaid (d'impasto verdastro e talvolta ingubbiatura bianca, dipinta in nero su fondo crema) è stata ripartita convenzionalmente in diversi modi:
- J. Oates ha ipotizzato quattro periodi (I o Eridu, II o Haggi Muhammad, III o Ubaid classico, IV o Ubaid recente)
- Lloyd considera le prime due fasi come pre-Ubaid (rispettivamente denominate Eridu e Haggi Muhammad), la terza e la quarta come propriamente Ubaid (una fase antica, detta ancora "classica", che va dal 4500 al 4000 a.C., e una fase tarda, che va dal 4000 al 3500 a.C.).[5]

Riassumendo e conglobando le due prospettive:
- Eridu (Ubaid 1): 5200-4800
- Haggi Muhammad (Ubaid 2): 4800-4500
- Ubaid "classico" (Ubaid 3): 4500-4000
- Ubaid "tardo" (Ubaid 4): 4000-3500[6]

Esiste, in generale, una forte continuità (in particolare nell'ambito della produzione ceramica) tra Ubaid e le culture leggermente più antiche di Eridu e Haggi Muhammad. Le diverse classificazioni accademiche danno seguito a queste sovrapposizioni, in modo che le culture di Eridu, Haggi Muhammad, Ubaid classico e Ubaid tardo vengono appunto rispettivamente indicate, con alcune oscillazioni, anche come Ubaid 1, 2, 3 e 4. A Oueili sono stati rintracciati dei livelli stratigrafici di tipo Ubaid: trattandosi di livelli più antichi di quelli di Eridu, essi danno corpo a una fase che è stata indicata come Ubaid 0. Come afferma Jean-Louis Huot, la ceramica di Ubaid 0 è accostabile a quella di Choga Mami.
I siti più importanti che definiscono la cultura, oltre allo stesso sito guida, sono Eridu e Ur. Successivamente, la cultura di Ubaid si diffonde al nord, in particolare a Tell 'Uqair (nei pressi di Kutha), a Ras el-ʿAmiya (nei pressi di Kish) e a Tell Madhur (nei pressi del lago Hamrin). Gli strati archeologici più antichi sono di difficile individuazione: spesso gli scavi che riguardano le sequenze storiche non li raggiungono, mentre per gli insediamenti ad un certo punto abbandonati è da credere che siano stati sepolti dai progressivi depositi alluvionali.
Alla cultura di Ubaid succede, per preminenza nella Bassa Mesopotamia, la cultura di Uruk: non si tratta di una rottura, perché si segue la via di un progresso tecnologico e organizzativo già in corso. La scansione nella periodizzazione è suggerita da un cambio di stile nella produzione ceramica, che con Uruk diviene lustrata, sia in grigio che in rosso.
| Schema cronologico del neolitico del Vicino Oriente | Schema cronologico del neolitico del Vicino Oriente | Schema cronologico del neolitico del Vicino Oriente | Schema cronologico del neolitico del Vicino Oriente                            | Schema cronologico del neolitico del Vicino Oriente | Schema cronologico del neolitico del Vicino Oriente | Schema cronologico del neolitico del Vicino Oriente | Schema cronologico del neolitico del Vicino Oriente |
| 6000                                                | Khabur                                              | Gebel Singiar Assiria                               | Medio Tigri                                                                    | Bassa Mesopotamia                                   | Khuzistan                                           | Anatolia                                            | Siria                                               |
| --------------------------------------------------- | --------------------------------------------------- | --------------------------------------------------- | ------------------------------------------------------------------------------ | --------------------------------------------------- | --------------------------------------------------- | --------------------------------------------------- | --------------------------------------------------- |
| 5500                                                |                                                     | Umm Dabaghiya                                       |                                                                                |                                                     | Muhammad Giaffar                                    | Çatalhöyük (6300-5500)                              | Amuq A                                              |
| 5200                                                | Halaf antico                                        | Hassuna                                             | Samarra antico (5600-5400) Samarra medio (5400-5000) Samarra tardo (5000-4800) |                                                     | Susiana A                                           | Hagilar Mersin 24-22                                | Amuq B                                              |
| 4800                                                | Halaf medio                                         | Hassuna tardo Gawra 20                              | Samarra antico (5600-5400) Samarra medio (5400-5000) Samarra tardo (5000-4800) | Eridu (= Ubaid 1) Eridu 19-15                       | Tepe Sabz                                           | Hagilar Mersin 22-20                                | Amuq C                                              |
| 4500                                                | Halaf tardo                                         | Gawra 19-18                                         |                                                                                | Haggi Muhammad (= Ubaid 2) Eridu 14-12              | Khazineh Susiana B                                  | Gian Hasan Mersin 19-17                             | Amuq D                                              |

| Schema cronologico del calcolitico del Vicino Oriente | Schema cronologico del calcolitico del Vicino Oriente | Schema cronologico del calcolitico del Vicino Oriente | Schema cronologico del calcolitico del Vicino Oriente | Schema cronologico del calcolitico del Vicino Oriente | Schema cronologico del calcolitico del Vicino Oriente |
| 4500                                                  | Mesopotamia                                           | Mesopotamia                                           | Khūzestān                                             | Siria                                                 | Anatolia                                              |
| 4500                                                  | Sud                                                   | Nord                                                  | Khūzestān                                             | Siria                                                 | Anatolia                                              |
| ----------------------------------------------------- | ----------------------------------------------------- | ----------------------------------------------------- | ----------------------------------------------------- | ----------------------------------------------------- | ----------------------------------------------------- |
| 4000                                                  | Ubaid antico (=Ubaid 3) Eridu 11-9                    | Ninive 3 Gawra 17-14                                  | Susiana C Mehmeh                                      | Amuq D                                                | Mersina 16                                            |
| 3500                                                  | Ubaid tardo (=Ubaid 4) Eridu 8-6 Uruk 18-15           | Ninive 3 Gawra 13-12                                  | Bayat Susa A                                          | Amuq E                                                | Mersina 15                                            |

## Economia

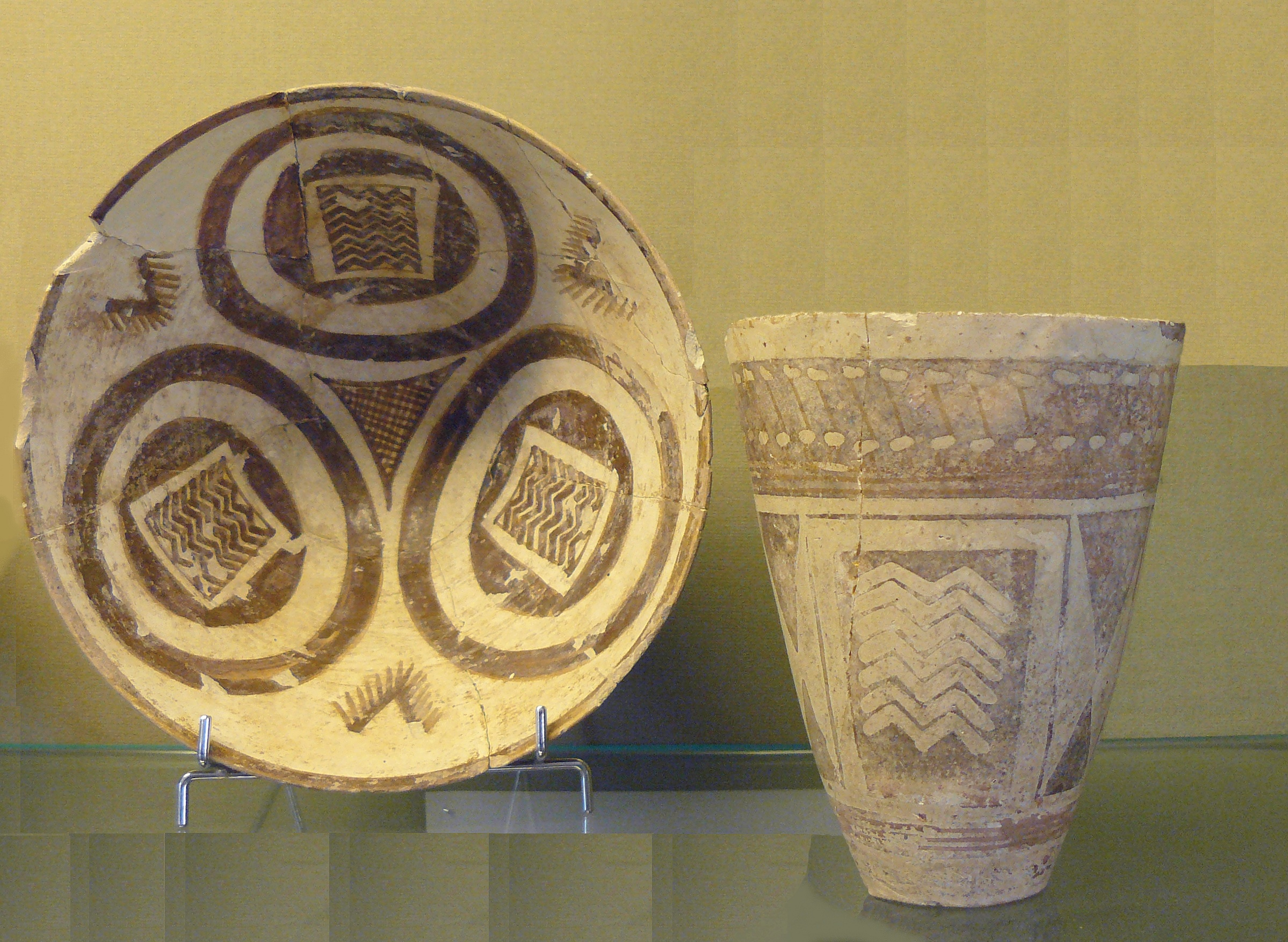
Ciotola (12 cm d'altezza) e coppa di epoca Ubaid (Susa, IV millennio a.C.), pittura a emulsione, conservati al Musée national de céramique, Sèvres

È in questa fase di Ubaid che l'uomo avvia una prima opera di canalizzazione dell'alluvio mesopotamico: gli scavi permettono tanto di indirizzare le acque verso terreni che ne sono privi, quanto soprattutto di effettuare un drenaggio delle zone acquitrinose e paludose, concentrate per lo più nei pressi del delta. Ciò che avanza dalle piene stagionali viene inoltre raccolto in bacini. Sarà però solo con il tardo-Uruk che questa mobilitazione assumerà un livello almeno cantonale (cui si accompagna la possibilità del trasporto fluviale).
Gli insediamenti si dispongono lungo i canali ed hanno un'evidente funzione agricola. Un importante manufatto-guida per Ubaid è il falcetto di terracotta, strumento ormai diffusissimo per un'attività, quella di raccolta delle graminacee, che è ormai divenuta massiva. Il falcetto risulta assai più economico rispetto alle falci in selce fabbricate in precedenza. Altro manufatto-guida è la ceramica, cotta abbondantemente e decorata con temi geometrici in marrone e in nero, forse nei termini di un'influenza da parte di Haggi Muhammad.
Un ruolo importante deve aver avuto anche l'allevamento (bovini e caprovini). È possibile che sempre in questa fase abbiano esordito l'arboricoltura, in particolare di palme da datteri, e l'orticoltura (con cipolle e legumi vari), quest'ultima favorita da un'ormai larga disponibilità di acqua di superficie.
Oltre all'allevamento, a seconda dei siti, è esercitata anche la pesca: come nel caso tipico di Eridu, nei templi di diverse località sono state rintracciate offerte legate a questa dieta (ami e chiodi ricurvi, usati per fissare le reti).
Nei centri della fase Ubaid, tanto quelli meridionali quanto quelli settentrionali, è attestata una prima metallurgia: si lavora il rame puro e quello arsenicale, con una perizia di un certo rilievo. I manufatti sono però poco documentati, anche perché il metallo veniva spesso riutilizzato. È però nelle zone di maggiore concentrazione della materia prima che si ha riscontro di una tecnologia realmente diffusa, come nell'Anatolia orientale (Ergani Maden) e nella Palestina meridionale, in cui la cultura ghassuliana sfrutta i giacimenti della 'Araba.

## Architettura templare e stratificazione della società
Le abitazioni sono inizialmente assai povere: le capanne sono fabbricate con canna ed argilla, ma nel tempo le strutture si vanno irrobustendo. Sempre maggiore imponenza va assumendo il tempio: quelli presenti ad Eridu sono piccole "cappelle", ma nella fase "classica" di Ubaid (strati 11-8) assumono la forma di cella allungata, con ai lati ambienti più piccoli e sporgenti. Successivamente, con i templi coevi allo strato 8 e poi, pienamente, nella fase degli strati 7 e 6 (Ubaid tarda), si impone il modello del tempio "tripartito" (alla cella allungata al centro vengono associate due file di stanze). L'ingresso, originariamente posto al centro, diviene laterale e vi si accede tramite una scala che sopravanza con le ultime alzate la piattaforma di accesso. I muri esterni sporgono e rientrano in alternanza: questo tipo architettonico diverrà caratteristico del Vicino Oriente per 3000 anni.
I templi acquistano via via un'imponenza mai raggiunta fino ad allora da alcun tipo di edificio: quelli della fase Ubaid classica potevano misurare anche 20x12m. Mario Liverani arguisce che l'enucleazione della funzione cultuale comportò subito dei precisi contraccolpi sull'organizzazione del potere economico e politico, nella direzione della centralizzazione. Le offerte affluiscono al tempio, richiedendo un'organizzazione dell'attività di culto, ormai pubblica. La stessa costruzione dei templi richiede un coordinamento e una mobilitazione "statale" e il sacerdozio è da presumersi divenga ben presto "professionale".
Esistono diversi indizi che avvalorano l'ipotesi della riuscita centralizzazione delle funzioni di governo:
- Cresce la presenza di prodotti artigianali di pregio, che presuppongono un commercio già articolato, risultando insufficiente l'antica distribuzione "ad alone" dai centri di produzione.[15]
- Cresce altresì la collocazione di crescenti margini di ricchezza in contesti non strettamente funzionali alla sopravvivenza, ma invece gravidi di significati simbolici.[16] I corredi funerari, ad esempio, mostrano una progressiva differenza in termini di ricchezza, a dimostrazione che questa società comincia a stratificarsi funzionalmente ed economicamente.[17]
- La ceramica è sempre più spesso prodotta in serie: diventa sempre di minor pregio quanto più aumentano le richieste. Ciò presuppone la presenza di artigiani impiegati a tempo pieno, rispetto ai quali una dirigenza politica funge da committente permanente. Così, ad esempio, la ceramica del periodo Ubaid "classico" è ancora fatta a mano e risulta pregevole: le pareti "a guscio d'uovo" sono sottili ed avanzate risultano le tecniche di impasto e di cottura, mentre la pittura, oltre a recuperare motivi del passato, ne aggiunge di nuovi, figurativi e zoomorfi. Nella fase dell'Ubaid tardo, invece, la produzione risulta più frettolosa, la cottura è irregolare e le forme denunciano l'"introduzione del tornio lento", funzionale ad una produzione per grandi numeri. Questa tendenza alla produzione seriale vedrà il suo culmine con il periodo di Uruk.[17]

Nella fase di Ubaid si va dunque verso una centralizzazione del potere e una stratificazione sociale: si assiste alla nascita di manodopera specializzata che aveva bisogno di una committenza istituzionale che la mantenesse.
Il tempio diviene l'edificio centrale, intorno al quale ruotano le funzioni di coordinamento, di guida della società e di accumulo del surplus alimentare.

## Culture coeve
A nord, diversi centri prendono il posto della cultura di Halaf, destinata a scomparire. Meglio nota è la zona che diverrà l'Assiria, con i siti di Tepe Gawra, Arpachiya e Ninive, ma anche altri nelle zone di Nuzi, di Shemshara, del Gebel Singiar (in particolare Telul el-Thalatat) o del "triangolo del Khabur" (in particolare Tell Brak).
I templi di Tepe Gawra si succedono in una sequenza del tutto simile a quella di Eridu, pur se leggermente tardiva. Nello strato 13 di Gawra si trova un complesso templare formato da tre santuari, in cui a tratti originali si mescolano tratti meridionali. Nella fase Ubaid, insomma, il nord e il sud sembrano manifestare lo stesso avanzamento culturale e tecnologico. Eppure le differenze spiccano e non mancheranno di farsi sentire nel tempo. A Gawra sono frequenti gli edifici rotondi, ereditati dal periodo di Halaf e presenti ancora nello strato 11 (corrispondente all'Uruk antico), che attestano la vicinanza di gusti "pedemontani". Il meridione, nel complesso, demograficamente è sempre più preponderante e si profila come centro organizzativo rispetto alle aree "marginali", che forniscono pietre dure e metalli. Pur avvertendo con forza l'influsso culturale del sud, il nord si attesta su un sistema gentilizio, in cui un forte ruolo ha appunto la personalità del capo.